# Lucio Muñoz Martínez
Lucio Muñoz Martínez (Madrid, 1929 – 1998) fou un pintor espanyol.

## Biografia
Expulsat de l'escola, va treballar en el comerç familiar durant una temporada. Més tard, va estudiar a l'Acadèmia de Belles Arts de San Fernando, on va ser deixeble d'Eduardo Chicharro. Després de la seva formació acadèmica, va entrar en contacte amb els realistes madrilenys Antonio López, els germans Julio i Francisco López Hernández, i la que seria la seva esposa Amalia Avia, també pintora. El 1956 va ser becat per l'estat francès per continuar els seus estudis a París, on va entrar en contacte amb l'obra d'Antoni Tàpies, Jean Fautrier i Jean Dubuffet, i creà una sèrie de collages, quedant finalment el seu estil enquadrat dins de l'informalisme.
El 1960 es va casar amb Amalia Avia, amb qui va tenir quatre fills. Van treballar sempre en dos estudis diferents, comunicats per una finestra.
El 1983, va rebre el Premi Nacional d'Arts Plàstiques. El 1989, el Museu Reina Sofia de Madrid va realitzar una exposició antològica de la seva obra.

## Estil
Preocupat per les qüestions matèriques, Lucio Muñoz va utilitzar materials de la més variada naturalesa, com papers cremats o fusta, entre d'altres. El suport serà essencial perquè treballi sobre ell. Lucio perforava, esquinçava, realitzava incisions, aproximant-se d'aquesta manera a l'informalisme. Les seves obres, coloristes en la seva majoria encara que amb un predomini del color negre, representen un exponent de l'informalisme més pur. Després de cultivar el gravat durant un parell d'anys, en la fase final la seva pintura es torna menys agressiva a causa del tipus de materials que utilitza.

## Obra destacada
Entre els seus principals treballs destaca l'absis del santuari d'Arantzazu, a Oñati (Guipúscoa), i el mural que presideix el Ple de l'Assemblea de Madrid, obra que va finalitzar poc abans de la seva mort. Les seves obres s'exhibeixen als museus més importants del món, com el Solomon R. Guggenheim Museum, el Museu d'Art Modern de Nova York, el Museu Britànic i la Tate Gallery de Londres, el Museu Nacional Centre d'Art Reina Sofia, el Museu d'Art Abstracte Espanyol de Conca, el Museu d'Art Contemporani de Sevilla, el Museu Tamayo Art Contemporani de Mèxic o el Museu Vaticà de Roma, entre d'altres.

## Premis i reconeixements
- 1983 - Premi Nacional d'Arts Plàstiques d'Espanya
- 1993 - Medalla d'Or al Mèrit de les Belles Arts
- 1998 - Premi AECA/ARCO